# Spectator Records
Spectator Records blev dannet i Ålborg i 1969 af den tidligere DR-journalist Jørgen Bornefelt i samarbejde med jazzmusikeren Carsten Meinert, som var med i begyndelsen af selskabets korte levetid (og selv indspillede to lp'er dér).
Ud over egne indspilninger formidlede pladeselskabet også plader for andre selskaber. I alt blev det til mindst 23 LP-plader og 9 singler før pladeselskabet brændte ned den 6. august 1972.
Gasolin udsendte sin første (single)plade – Silky Sally på selskabet. Den blev en beskeden succes – kun i alt 155 solgte eksemplarer (Jørgen Bornefelt til Aalborg Stifttidende, september 1986). Silky Sally er i dag nærmest uopdrivelig og en af de mest eftertragtede Gasolin-plader.
Musikken på Spectator Records udgivelser spænder fra børnemusik og undervisningsplader over beatmusik og bluesrock til hippie free style og avantgarde jazz. De fleste Spectator Records-plader blev udgivet i små oplag (300-500).
Vinylkvaliteten var ikke altid den bedste, hvilket kan høres på mange af pladerne. Omslag og pladelabels var primitive og af billigste slags. Til gengæld kunne kreativiteten være stor. En lang række af pladerne er blevet kult blandt samlere.
Masterbånd og restoplag af plader m.v. gik til ved branden i 1972. Uofficielle genudgivelser af Spectator-plader er derfor ikke indspillet på grundlag af masterbåndene men på baggrund af originalpladerne. Også indspilninger der ikke nåede at blive presset i vinyl gik tabt i 1972. Det gælder f.eks. materiale til en lp fra den københavnske gruppe "Lines lyst", der således aldrig udkom på vinyl. Materialet med gruppen Cinderella udkom i 1990 på Spectacular Records/ Danish Music Archives (Cinderella, Danish Progressive Rock SL 1041-47). Bag Spectacular Records/ Danish Music Archives står Jens Krause-Jensen og Ole Nørgaard, som også har udgivet Blue Sun: "Blue Sun 73", Burnin Red Ivanhoe : Burnin Live ins No 2 samt Fleur De Lis DKCD 1003.